# ベカ・ゴルガゼ
ベカ・ゴルガゼ（ბექა გორგაძე、グルジア語ラテン翻字: Beka Gorgadze、1996年2月8日 – ）は、ジョージアのラグビーユニオン選手。主たるポジションはフランカー(FL)。トップ14・セクシオン・パロワーズに所属。

## 概要
2015年のウルグアイ戦で代表初キャップ。2019年、ラグビーワールドカップ2019のジョージア代表に選ばれた。